# Slobodan Topalović
Pour les articles homonymes, voir Topalović.
Slobodan Topalović est un footballeur yougoslave et serbe né le 8 novembre 1952 à Čačak (Serbie) et mort en mai 1994 à Belgrade (Serbie). Il était gardien de but.

## Biographie
Il commence une carrière en Allemagne jouant 17 matches en Bundesliga avec le FC Cologne ; mais gravement blessé à la tête, sa carrière est perturbée. 
Il part à SC Brück Viktoria Cologne en 1977, puis retourne en Yougoslavie en 1979. 
Sa carrière est relancée en France où il est le gardien titulaire de l'Olympique lyonnais de 1981 à 1987.
Topalović joue 72 matches en Division 1 et 109 matches en Division 2 avec l'Olympique lyonnais.

## Carrière de joueur
- 1974-1977 :  FC Cologne
- 1977-1979 :  SC Brück Viktoria Cologne
- 1979-1981 :  OFK Belgrade
- 1981-1987 :  Olympique lyonnais[1],[2]

## Palmarès
- Vice-champion de France D2 en 1987 avec l'Olympique lyonnais

## Sources
- Marc Barreaud, Dictionnaire des footballeurs étrangers du championnat professionnel français (1932-1997), Éditions l'Harmattan, 2001. cf. notice du joueur page 267.
- Col., Football 84, Les guides de l'Équipe, 1983. cf. page 56.